# 一酸化窒素合成酵素
一酸化窒素合成酵素（いっさんかちっそごうせいこうそ、英:Nitric Oxide Synthase(NOS)、EC 1.14.13.39）とは、窒素酸化物である一酸化窒素(英:Nitric Oxide、NO)の合成に関与する酵素である。NOは単純な化学的構造を持つ分子であるが、常温において気体の状態で存在し、生体膜を自由に通り抜けて細胞情報伝達因子として機能する。NOはアポトーシス、血圧変動などの過程に関与する。NOSは常時細胞内に一定量存在する構成型NOS(cNOS)と炎症やストレスにより誘導される誘導型NOS(iNOS、NOS2)に分類され、さらにcNOSには神経型のnNOS(NOS1)と血管内皮型のeNOS(NOS3)が存在する。近年ではミトコンドリアにもNOSの存在が示された(mtNOS)。

## 機能

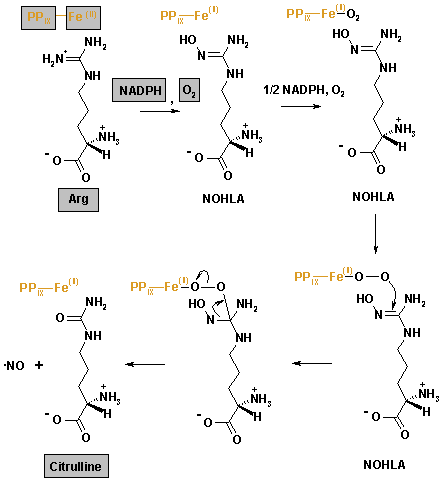
NOSによるNO合成反応。図中でオレンジ色で示されているのは酵素のヘム部位。

NOSはアミノ酸であるL-アルギニン(L-Arg)からL-シトルリン(L-Cit)とNOを合成する代謝反応に関与する酵素である。NOSの補酵素としてカルモジュリンや還元型ニコチンアミドアデニンジヌクレオチドリン酸(NADPH)が働いている。以下は、NOSにより生成されたNOの生理作用として代表的なものを挙げる。
血管拡張作用
NOは細胞内可溶性グアニル酸シクラーゼ(sGC)を活性化させる作用を持ち、グアノシン三リン酸(GTP)の高エネルギーリン酸結合部位の切断により生成した環状グアノシン一リン酸(サイクリックGMP、cGMP)はプロテインキナーゼGを活性化する。これにより平滑筋の収縮に関与するカルシウムイオンの細胞内流入は抑制されるため、結果として血管平滑筋は弛緩し拡張する。末梢血管の拡張により血圧は低下する。また、NOの産生経路は亜酸化窒素の分解による経路も存在する。狭心症治療薬であるニトログリセリン(硝酸薬)は細胞内亜酸化窒素量を増加させることによりその作用を発現する。
血小板凝集抑制作用
血管内皮細胞により産生されたNOは血小板内のcGMPレベルを上昇させることにより血小板凝集を抑制すると考えられている。この作用はアラキドン酸代謝物であるトロンボキサンA2の血小板凝集促進作用と拮抗する。
その他にもNOは細胞障害作用や殺菌作用など種々の作用を示す。詳細は一酸化窒素を参照のこと。

## NO合成反応
L-ArgからNO及びL-Citを生成する反応はNG-ヒドロキシ-L-アルギニン(NOHLA)を中間代謝物とした酸化反応である。1モルのNOを生成するために2モルの酸素分子(O2)と1.5モルのNADPHを必要とする。NOSにより触媒されるNOの生合成反応は以下の式により示される。
L-アルギニン + NADPH + H+ + O2 → NOHLA + NADP+ + H2O
NOHLA + 1/2 NADPH + 1/2 H+ + O2 → L-シトルリン + 1/2 NADP+ + NO + H2O

## 構造
3種類のNOS(nNOS、iNOS、eNOS)はカルシウム(Ca2+)結合タンパク質であるカルモジュリン結合部位を有し、nNOS及びeNOSはCa2+依存的に結合するカルモジュリンによって活性化される。iNOSはもともとCa2+非依存的にカルモジュリンが結合しており、炎症性刺激として知られるリポポリサッカライド(LPS)などによって誘導される。さらにC末端側にはシトクロムP450と相同性を有するドメインを有する。

## 各NOSの特徴
| 名称             | 遺伝子              | 発現                                     | 機能                     |
| 神経型NOS (nNOS) | NOS1                | - 神経組織(中枢及び末梢) - 肺 - 腎臓など | - 細胞間情報伝達         |
| 誘導型NOS (iNOS) | NOS2A、NOS2B、NOS2C | - 免疫系 - 心血管系 - 肺など             | - 病原体に対する生体防御 |
| 内皮型NOS (eNOS) | NOS3                | - 血管内皮細胞 - 骨髄細胞 - 血小板など   | - 血管拡張作用           |

## NOS阻害薬
- D-アルギニン
- NG-モノメチル-L-アルギニン(L-NMMA)
- NG-ニトロ-L-アルギニン(L-NNA)